# Tretjärnarna, Västmanland
Tretjärnarna är en sjö i Köpings kommun i Västmanland och ingår i Norrströms huvudavrinningsområde.